# 池田定得
池田 定得（いけだ さだのり）は、江戸時代中期の大名。因幡国鳥取西館新田藩（若桜藩）4代藩主。官位は従五位下大隅守。

## 略歴
3代藩主・池田定就の長男として誕生。幼名は和三郎。
明和5年（1768年）4月13日、父・定就の隠居により跡を継いだが、安永2年（1773年）7月9日に実子のないまま病死した。遺言によって旗本・池田政勝の次男・池田定常（冠山）が跡を継いだ。法号は瑞泰院殿善倫為宝大居士。墓所は鳥取県岩美郡国府町奥谷（現・鳥取市）の池田家墓所。

## 系譜
- 父：池田定就（1724-1790）
- 母：山瀬氏
- 養子
  - 男子：池田定常（1767-1833） - 池田政勝の次男